# Graffiti (telenovela)
Graffiti es una telenovela peruana producida en 2008 por Michel Gómez para la cadena Frecuencia Latina. Se trata de una nueva versión de Tribus de la calle, producida por Michel Gómez en 1996.
Esta protagonizada por Jesús Neyra y Natalia Salas, con las participaciones antagónicas de Alessandra Denegri, Sebastián Monteghirfo y Laly Goyzueta. Cuenta también con las participaciones estelares de Óscar Carrillo, Celine Aguirre, Flor Castillo y Mona del Castillo.

## Argumento
La trama toca el tema de las problemáticas juveniles, como las pandillas que no encuentran un lugar en la sociedad que las margina. La historia gira en torno a dos grupos de barrio: "Los Machucas" y "Los Barruntos", quienes siempre están en constantes "peleas de barrio". 
Cuenta la historia de Alina (Natalia Salas), una joven que de niña perdió a su padre por una confusión de un grupo de militares en la selva cerca a Moyobamba. Su madre viaja con ella a Lima para alejarse de esos recuerdos. Ahí, conoce a Alfonso (Jesús Neyra), hijo del militar que ordenó la muerte de su padre. Por ironías de la vida, ambos pertenecen a bandas rivales, y eso hará que se vean a escondidas de su primo y de su madre Doña Chela (Flor Castillo). Alfonso se hace amigo de Los Barruntos, mientras que Alina es la prima de Gonzalo "Chacal" (Franco Cabrera), el líder de Los Machucas, Ricky el primer líder de "Los Barruntos" es asesinado, y las sospechas caen sobre "Chacal", luego del entierro de Ricky, Alfonso "El Cachorro", se convierte en el líder de Los Barruntos" en el transcurso de la telenovela se demuestra que el padre de Alfonso nunca ordenó la muerte del padre de Alina y que los militares confundieron la orden, Huamani, el militar que mató al padre de Alina por confundir la orden queda en calidad de detenido, y así se limpia el nombre del padre de Alfonso, mientras tanto Lucía, amiga de Los Barruntos es secuestrada por Adolfo, su padrastro quien abusaba de ella constantemente, Adolfo le cuenta que fue el que mató a Ricky, y que le quiso echar la culpa a Gonzalo, Lucía es rescatada, por ambas pandillas "Los Barruntos" y "Los Machucas", ella les cuenta a todos incluyendo a la policía que fue Adolfo el que mató a Ricky, y así se demuestra que "Chacal" es inocente. "Los Machucas" dejan sus diferencias y se dedican cada uno a sus respectivos trabajos. Clara se va con el líder de "Los Machucas", "Chacal", a Bruselas. Alina y Alfonso se casan en una ceremonia religiosa. Morgana se va del Perú junto con su hermano y su madre. Y Pablo Razzeto termina en la cárcel. 6 años después, Alina y Alfonso esperan la llegada de su primer hijo en el cumpleaños de Alina y recuerdan cuando se conocieron. Pablo Razzeto sale de la cárcel y se reencuentra con los padres de Alfonso. El barrio cuenta con nuevas pandillas enfrentadas al mismo estilo que "Los Barruntos" y "Los Machucas". Quienes deciden crear canchas deportivas para alejar a los jóvenes de la violencia.

## Reparto
| Actor / Actriz           | Personaje                                                          | Rol                   | Ref. |
| ------------------------ | ------------------------------------------------------------------ | --------------------- | ---- |
| Natalia Salas            | Alina Santa Cruz Maldonado "La Gata"                               | Protagonista          |      |
| Adriana Salas (Niña)     | Alina Santa Cruz Maldonado "La Gata"                               | Protagonista          |      |
| Jesús Neyra              | Alfonso Silva "El Cachorro"                                        | Protagonista          |      |
| Juan Diego Florez (Niño) | Alfonso Silva "El Cachorro"                                        | Protagonista          |      |
| Sebastián Monteghirfo    | Pablo Razzeto                                                      | Principal antagonista |      |
| Alessandra Denegri       | Morgana Bryce Manucci "La Madrina"                                 | Principal antagonista |      |
| Óscar Carrillo           | Nicolás Silva                                                      | Principal             |      |
| Laly Goyzueta            | Bertha de Silva                                                    | Principal             |      |
| Andrea Barbier           | Liliana Silva                                                      | Principal             |      |
| Carlos Mesta             | Pedro Santa Cruz                                                   | Principal             |      |
| Flor Castillo            | Graciela "Doña Chela" Maldonado Vda. de Santa Cruz "La Viuda Loca" | Principal             |      |
| Celine Aguirre           | Pilar Manucci                                                      | Principal             |      |
| Manuel Gold              | Luis "Lucho" Bryce Manucci                                         | Principal             |      |
| Antonio Arrué            | Francisco "Pancho" Maldonado                                       | Principal             |      |
| Mona del Castillo        | Dorotea de Maldonado "Dorita"                                      | Principal             |      |
| Franco Cabrera           | Gonzalo Maldonado "El Chacal"                                      | Principal             |      |
| Nikko Ponce              | Darío Maldonado                                                    | Principal             |      |
| Maricarmen Pinedo        | Daisy Maldonado                                                    | Principal             |      |
| Stephie Jacobs           | Clara                                                              | Principal             |      |
| Luis García              | Capitán Justiniano Alvarado                                        | Principal             |      |
| Julia Ruiz               | Beatriz Rosario de Alvarado                                        | Principal             |      |
| Junior Silva             | Percy Waldo Alvarado Rosario                                       | Principal             |      |
| Sofía Bogani             | Rossy Alvarado Rosario                                             | Principal             |      |
| Carlos Montalvo          | Leonardo Iparraguirre "Leo" / "Ropero"                             | Secundario            |      |
| Patricia Barreto         | Cristina Aguirre "La Chata" / "La locaria"                         | Secundaria            |      |
| Paco Onofre              | Kalin "El Turri"                                                   | Secundario            |      |
| Gino Romero              | Ricardo "Ricky" Ramírez                                            | Secundario            |      |
| Guillermo Castañeda      | Iván Nuñez "Zambomba"                                              | Secundario            |      |
| Gino Pighi               | Walter "Tiburón"                                                   | Secundario            |      |
| Maricarmen Valencia      | Lucía                                                              | Secundaria            |      |
| Mayra Najar              | Jennifer                                                           | Secundaria            |      |
| Pold Gastello            | Arquímedes Poemarpe "El Cholo"                                     | Secundario            |      |
| Giselle Collao           | Felícita León / Felicita Chumbiauca "Feli"                         | Secundaria            |      |
| Franklin Dávalos         | Apolinario Alegría / Apolinario Chumbiauca "Apo"                   | Secundario            |      |
| Gabriel Calvo            | Manuel "Manolo" Carranza                                           | Secundario            |      |
| Giovanni Arce            | Alberto "Beto" Carranza                                            | Secundario            |      |
| Gilberto Nué             | Macedonio "Lulu"                                                   | Secundario            |      |
| Christopher Gianotti     | Patricio "La Chola"                                                | Secundario            |      |
| Julio Marcone            | Adolfo López Huamaní                                               | Secundario            |      |
| Katiuska Valencia        | Esperanza                                                          | Secundaria            |      |
| Yanina Ugarte            | Alejandrina "Aleja"                                                | Secundaria            |      |
| Tatiana Espinoza         | Doña Leyla                                                         | Secundaria            |      |
| László Kovács            | _                                                                  | Secundario            |      |
| David Almandoz           | _                                                                  | Secundario            |      |
| Jesús Delaveaux          | Ricardo Pietri                                                     | Recurrente            |      |
| Valeria Bringas          | Ketty Pietri                                                       | Recurrente            |      |
| Norka Ramírez            | Maritza                                                            | Recurrente            |      |
| Aaron Picasso            | Oliver Urquijo                                                     | Recurrente            |      |
| Nancy Cavagnari          | Aurora                                                             | Recurrente            |      |
| Mayra Couto              | Rocío                                                              | Recurrente            |      |
| Laura Aramburú           | Isabella                                                           | Recurrente            |      |
| Mónica Rossi             | Rosa "Brunella" Lombardi                                           | Recurrente            |      |
| Ursula Boza              | Rita Razzeto                                                       | Recurrente            |      |
| Katia Salazar            | Barbara "Barbie" Moreno                                            | Recurrente            |      |
| Mono Edu Paredes         | Teniente Cuadros                                                   | Recurrente            |      |
| Hertha Cárdenas          | Carmen "Camucha" Gutierrez                                         | Recurrente            |      |
| Adolfo Geldres           | Elmer Aguirre                                                      | Recurrente            |      |
| Luigi Monteghirfo        | Nelson                                                             | Recurrente            |      |
| Paul Beretta             | Ramón                                                              | Recurrente            |      |
| Paco Caparó              | Nemesio Huamaní                                                    | Recurrente            |      |
| Carlos Solano            | "Representante del Chaveton"                                       | Invitado              |      |
| Roxana Yépez             | Susan                                                              | Invitada              |      |
| Roberto Bedoya           | "Párroco"                                                          | Invitado              |      |
| Pablo Ucañay             | "Jaguar"                                                           | Invitado              |      |
| Jeffrie Fuster           | Poncio "Pepo"                                                      | Invitado              |      |
| Veronica Nuñez           | Teresa Rodríguez "Lolita"                                          | Invitada              |      |
| Azucena del Río          | Guadalupe "Lupita"                                                 | Invitada              |      |
| Gabriela Alcántara       | Marissa                                                            | Invitada              |      |
| Oscar Pacheco            | Eusebio Chauca                                                     | Invitado              |      |
| Rodrigo Viaggio          | Hombre contratado por Pablo para pelear con Alfonso                | Invitado              |      |
| Pedro Olortegui          | Dr. Treyes                                                         | Invitado              |      |
| Ricardo Valverde         | "El Gusano"                                                        | Invitado              |      |
| Natalia Montoya          | Margarita                                                          | Invitada              |      |
| Jordan Segura            | "El Duende"                                                        | Invitado              |      |
| Patricio Villavicencio   | Iván                                                               | Invitado              |      |
| Ruben Martorell          | "El Fantasma"                                                      | Invitado              |      |
| Patricia Medina          | Lourdes                                                            | Invitada              |      |
| Luis Meneses             | Dr. Mendoza                                                        | Invitado              |      |
| Valentino La Rosa        | Joel                                                               | Invitado              |      |
| Henry Ponce              | Kevin                                                              | Invitado              |      |
| Jonathan Mayorga         | "El Fajardo"                                                       | Invitado              |      |
| Israel Sarmiento         | Ismael                                                             | Invitado              |      |
| Alfredo Márquez          | Derek                                                              | Invitado              |      |
| Jesús Castro             | "El Caudillo"                                                      | Invitado              |      |
| Carlos Miranda           | "El Barrunto"                                                      | Invitado              |      |
| Yazukiro Rufasto         | "El Machucado"                                                     | Invitado              |      |

## Retransmisión
Es retransmitida desde el 1 de agosto de 2011 hasta enero de 2012 en el horario de las 3 p. m., luego trasladado a las 12:00 p. m..
Desde 2020, la serie puede ser encontrada en el canal oficial de YouTube perteneciente a Latina Televisión.
Desde 2023, se retransmitirá por el mismo canal, solo los fines de semana desde las 5 de la mañana.